# Средства массовой информации Чечни

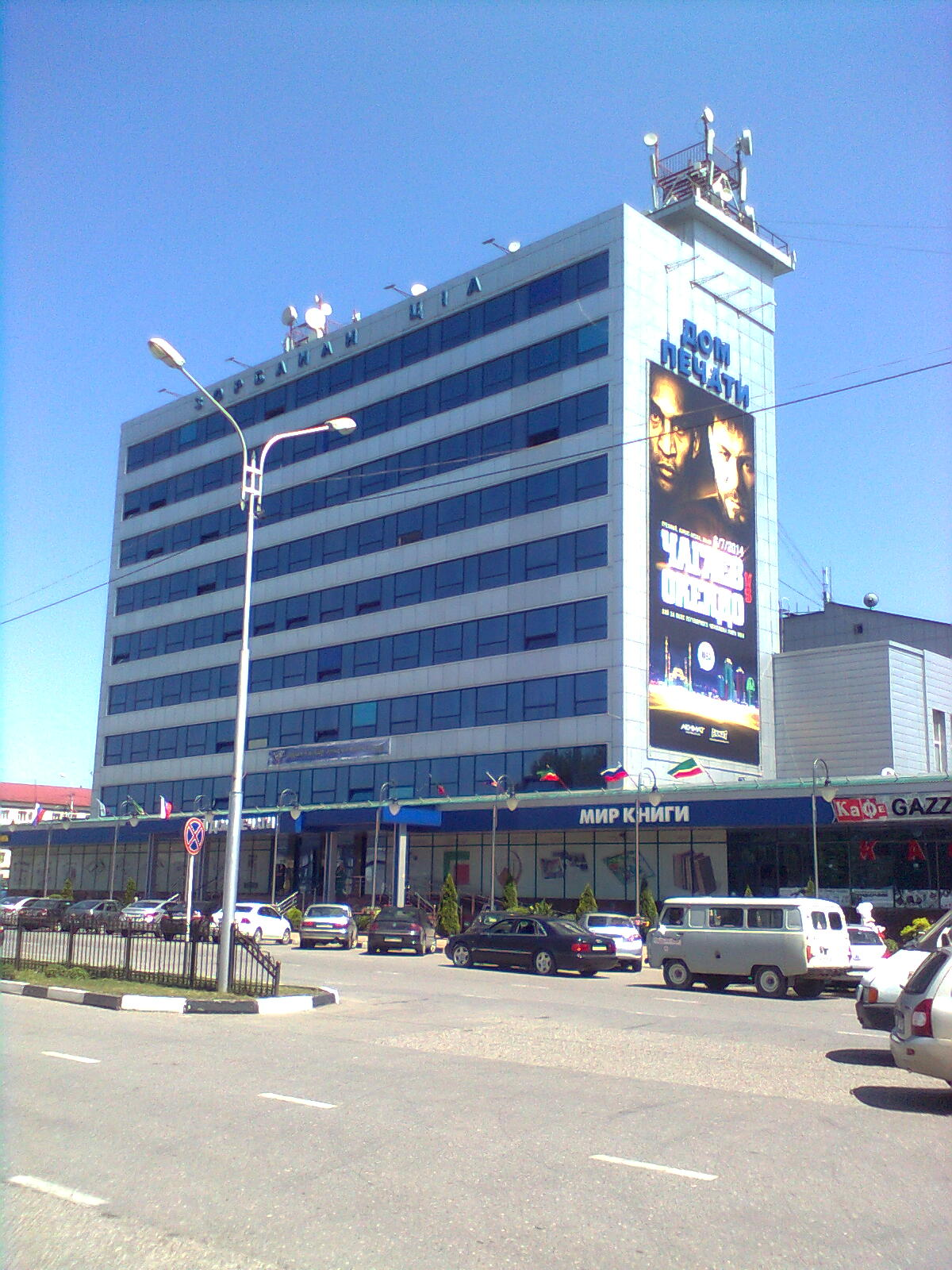
Грозненский Дом печати.

История средств массовой информации Чеченской Республики начинается в 1900 году, когда в Грозном началось издание журнала «Труды Терского отделения императорского Русского технического общества». В 1902 году началось издание первой в Чечне газеты «Грозненский торгово-промышленный бюллетень», в которой публиковались сведения о погоде, геологии, справочные сведения, частные объявления, региональная информация о развитии торговли и промышленности. В 1906 году началось издание газеты «Грозненский листок», в 1909 году — «Грозненская новость».
В 1911 году увидела свет литературно-общественная и экономико-политическая газета «Терец». Её учредителем был М. С. Лембич, который прежде работал в московских газетах «Голос Москвы» и «Русское слово». Редактором газеты стал Д. Д. Шерипов, который в редакционной колонке первого номера написал:
Поддерживая все прогрессивные начинания…, мы особенное старание приложим на то, чтобы уничтожить следы той национальной розни, которая, к глубокому нашему прискорбию, появилась и окрепла в последнее время среди населения Северного Кавказа. По нашему искреннему убеждению, только дружная работа всего населения Кавказа, только согласованные усилия всех народностей, населяющих нашу окраину, могут вывести из того тупика, единственно доступным выходом из которого для многих представляется в настоящее время путь репрессий во что бы то ни стало. Не репрессии, по нашему мнению, направят жизнь Кавказа в правильное русло, а только лишь культурная работа, направленная ко благу всех без исключения.
Кроме перечисленных, в Грозном издавались также новостные газеты («Грозненский курьер», «Терский вестник», «Терское эхо», «Север Кавказа»), научно-техническая периодика («Труды Терского отделения императорского Русского технического общества»). Некоторые издания впоследствии слились с идейно близкими. Так, в 1912 году произошло слияние газет «Терец» и «Терский край», отражавших сходные взгляды.

## Советский период

### Становление

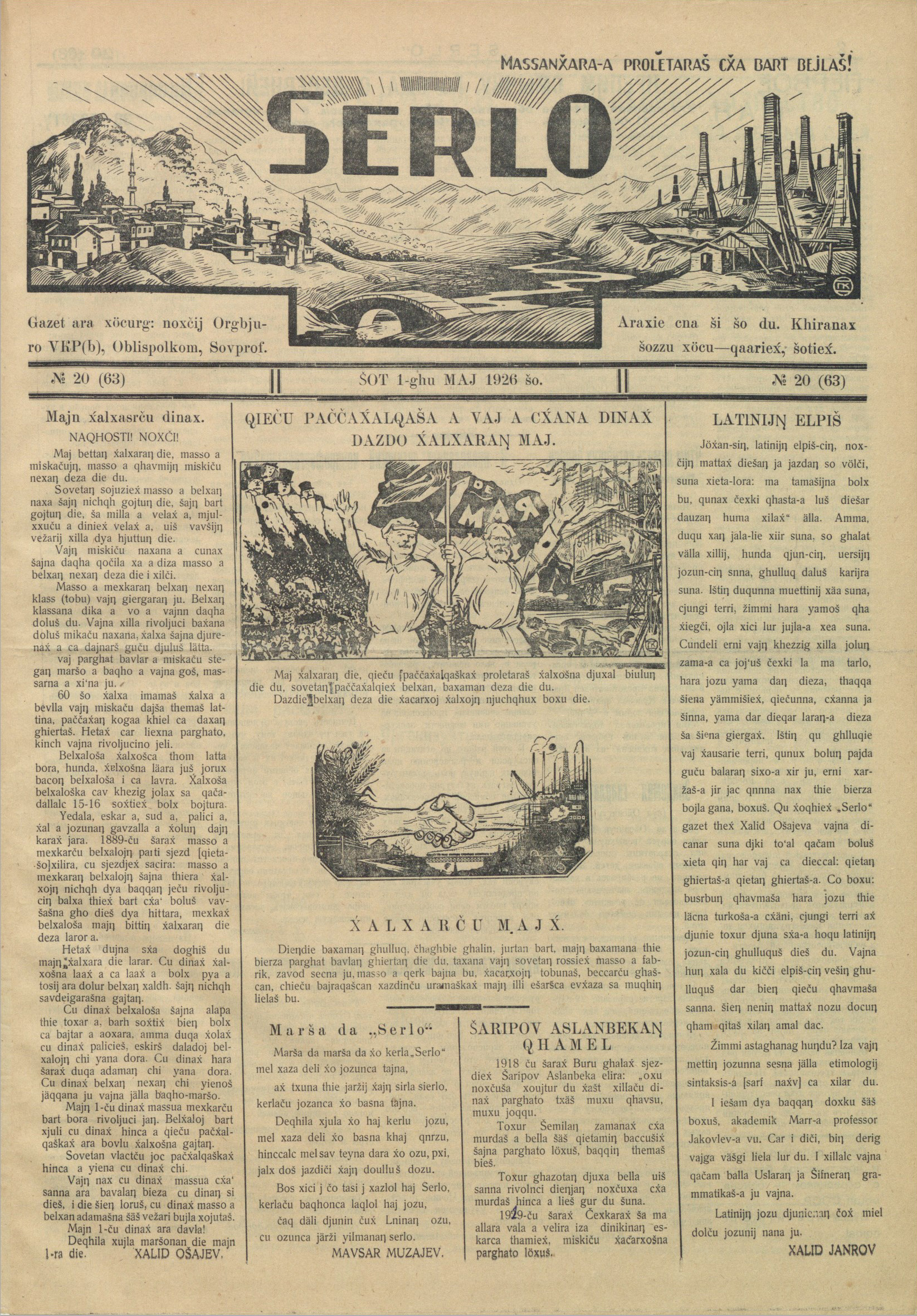
Газета «Серло», номер на латинице. 1926 год.

В марте 1917 года по инициативе грозненского Совета рабочих и солдатских депутатов «Грозненский торгово-промышленный бюллетень» был переименован в газету «Товарищ», которая стала первым на Северном Кавказе большевистским политическим изданием. Из-за сложностей Гражданской войны газета издавалась нерегулярно и несколько раз меняла название («Известия Грозненско-Владикавказского Ревкома», «Красный повстанец», «Красный труд», «Нефтерабочий»). В 1925 году газета получила название «Грозненский рабочий», которое сохранила до 2013 года.
В 1923 году началось издание первой в России газеты на чеченском языке «Советская автономная Чечня». В 1925 году газета была переименована в «Серло» (с чеч. — «Свет»), а в 1934 году «Ленинан некъ» (с чеч. — «Ленинский путь»). В создании газеты участвовали известные чеченские писатели Саидбей Арсанов, Саид Бадуев, Ахмад Нажаев, Магомет Мамакаев. Первоначально для национальных периодических изданий использовался арабский шрифт, затем латиница. В конечном итоге с 1938 года национальная литература была переведена на кириллицу. Содержание национальной периодики определялось тогдашней советской пропагандой, которая разбавлялась информацией об истории и культуре чеченцев и ингушей.
В 1930-е годы стала развиваться районная пресса. В 1931 году в Урус-Мартане началось издание районной газеты «Маршо», которая сначала называлась «Колхозное знамя», а затем «Знамя труда». В том же году началось издание газеты Шатойского района «Ламанан аз» (с чеч. — «Голос гор»). В 1935 году увидел свет первый номер газеты «Терская правда» (первоначально «Ленинский путь»). В 1938 году в Веденском районе стали издавать газеты «Колхозан байракх» (с чеч. — «Колхозное знамя») и «Колхозан дахар» (с чеч. — «Колхозная жизнь»), а в Шалинском районе в том же году — газета «Зама» (с чеч. — «Время»). В 1939 году в Надтеречном районе появилась газета «Теркйист» (с чеч. — «Терский берег»).
Вся местная пресса находилась на контроле отдела печати Чечено-Ингушского обкома КПСС. За довоенный период большой вклад в развитие национальной журналистики внесли Саидбей Арсанов, Таштемир Эльдарханов, Ахмад Нажаев, Хамзат Саракаев и другие.
Местная пресса издавалась малыми тиражами и не поступала в удалённые и труднодоступные районы, значительная часть населения была неграмотна. С целью полного охвата населения оперативной информацией была поставлена цель радиофикации Чечни. Первые радиоточки стали появляться в Чечне в 1922 году. Однако в силу технического несовершенства, чувствительности к погодным условиям и других факторов устойчивость и качество радиопередач были низкими. В Грозном был создан радиокомитет. 17 апреля 1928 года в Грозном началось радиовещание на чеченском и русском языках. Первоначально вещание шло с 19 до 21 часа каждый день. Передавались новости, музыка, беседы. Грозненская радиостанция своим вещанием охватывала площадь в радиусе 30-50 км от Грозного, а также некоторые районы Ингушетии и Северной Осетии. Через год в Чечне было шесть радиоузлов. Проводилась радиофикация сельских районов, готовились технические кадры, развивалось радиолюбительское движение.
В состав Комитета по радиовещанию при Чеченском облисполкоме вошли представители редакций газет «Серло» и «Грозненский рабочий» Марьям Исаева, Магомет Мамакаев, Магомед Сальмурзаев, Абди Дудаев и другие известные в республики писатели и журналисты. В 1936 году Чечено-Ингушская автономная область была преобразована в Чечено-Ингушскую АССР, а во вновь образованной республике были созданы Республиканский комитет по радиовещанию и Республиканский радиоцентр. В период существования Чечено-Ингушетии радиовещание велось на русском, чеченском и ингушском языках.
В 1930 году возникла редакция программ на чеченском языке. Особое внимание уделялось ликвидации безграмотности, для чего организовывались специальные передачи. На конец 1937 года в Чечено-Ингушетии было 5094 радиоточки (из них в сёлах 1589), издавалось 12 газет (в том числе 4 республиканские и 4 районные), общий тираж которых составлял 56 тысяч экземпляров. В общественных местах были установлены репродукторы. В 1939 году издавалось уже 15 газет (из которых 9 — на языках национальных меньшинств), разовый тираж которых составлял 69 тысяч экземпляров.
В 1936 году Чечено-Ингушский радиоцентр получил собственную частоту, на которой вещала вновь открытая радиостанция РВ-23, проработавшая до 1991 года. Вскоре эта радиостанция стала самостоятельной организацией со штатом 6 человек. Ещё через год радиостанция принимала циркулярные передачи из Пятигорска.

### Сталинские репрессии
В конце 1930-х годов по республике прокатилась волна сталинских репрессий. Этой волной были затронуты многие представители национальной интеллигенции, среди которых Шамсуддин Айсханов, Саид Бадуев, Абди Дудаев, Ахмед Нажаев, Магомед Сальмурзаев и другие. Из 12 членов Союза писателей Чечено-Ингушетии были арестованы 9 человек, из которых 7 были осуждены и 4 — расстреляны.

### Великая Отечественная война
Начало войны было внезапным, поэтому в номерах республиканской периодики от 22 июня 1941 года отсутствовала информация о боевых действиях. Республика, как и вся страна, перешла на военные рельсы. Экономика, промышленность и сельское хозяйство были переориентированы на обеспечение военных нужд, в Чечено-Ингушетию эвакуировались деятели культуры и искусства из центральных районов страны, в зданиях образовательных учреждений были размещены госпитали. После начала войны началось издание двух новых газет: «Красное знамя» и «Социалистически даьхнилелорхо» (с чеч. — «Социалистический животновод»). Республиканские культурно-агитационные бригады выступали перед жителями республики и фронтовиками, были сформированы центры агитации и пропаганды, численность сотрудников которых достигала 5 тысяч человек, на чеченский язык переводились стихи советских поэтов на военную тематику, было организовано распространение в республике центральных газет, писатели и журналисты Чечено-Ингушетии стали фронтовыми корреспондентами, местная пресса рассказывала о подвигах советских солдат.
В республике было объявлено военное положение и многие республиканские и районные газеты закрылись из-за недостатка кадров и финансирования. По этой причине возросла важность радиовещания. К августу 1943 года в республике работал 21 радиоузел.

### Депортация чеченцев и ингушей
23 февраля 1943 года чеченцы и ингуши были депортированы, главным образом в Казахстан и Киргизию. Власть пыталась стереть следы пребывания коренных народов на территории республики. На страницах местной прессы перестали упоминаться чеченцы и ингуши, был прекращён выпуск периодики на национальных языках, чечено-ингушское радио стало называться грозненским. При этом история национальных средств массовой информации в этот период по состоянию на 2023 год остаётся малоизученной.
После смерти Сталина отношение власти к депортированным значительно смягчилось. В июле 1955 года в Алма-Ате начался выпуск первого после депортации издания на чеченском языке «Къинхьегаман байракх» (с чеч. — «Знамя труда»). Редактором газеты был М. Абазатов. В издании принимали участие видные деятели чеченской интеллигенции Б. Габисов, Хамид Хасмагомадов, Х. Магомаев, Абдулхалим Саламов и другие. Газета публиковала материалы о трудовых подвигах спецпереселенцев, патриотизме, решениях КПСС и восхвалении её заслуг.
В том же году в Алма-Ате началось радиовещание на чеченском языке. Для этого Госкомитетом радио Казахской АССР предоставлялось эфирное время в количестве 15 минут в неделю. Руководителем чеченской редакции был писатель, поэт и драматург Абдул-Хамид Хамидов, впоследствии Народный артист Чечено-Ингушской АССР и председатель Союза писателей Чечено-Ингушской АССР.
В результате упорной борьбы чеченского и ингушского народов за свои права 9 января 1957 года был издан Указ Президиума Верховного Совета СССР о восстановлении Чечено-Ингушской АССР.

### Восстановление Чечено-Ингушской АССР
После правительственного указа началось массовое возвращение депортированных на Родину. По мере их возвращения происходило и восстановление национальных средств массовой информации. Со временем распределение эфирного времени пришло к соотношению 50, 30 и 20 % на русском, чеченском и ингушском языках соответственно и сохранялось на таком уровне до 1990 года включительно. В 1968 году в Грозном был построен один из лучших в стране Дом радио, оснащённый современной радиоаппаратурой и имевший просторные кабинеты и студии. Был возобновлён выпуск вайнахских газет, издававшихся до депортации: «Грозненский рабочий», «Ленинан некъ», «Комсомольское племя». В 1958 году был начат выпуск литературно-художественного альманаха на чеченском языке «Орга». В 1986 году началось издание детского журнала «Стелаӏад» (с чеч. — «Радуга») на чеченском и ингушском языках. Журнал выходил раз в три месяца тиражом 36 тысяч экземпляров.
В 1960 году начало своё вещание Грозненское телевидение. Распределение вещания по языкам было аналогичным республиканскому радиовещанию. В 1965 году в распоряжении чечено-ингушского телевидения появилась передвижная телестудия. В 1969 году началась ретрансляция передач первого канала центрального телевидения. В 1971 году было завершено строительство радиорелейной линии и в республике начался приём трёх программ центрального телевидения. В 1977 году началась трансляция цветного телевидения. В дальнейшие годы шло расширение зоны покрытия республики радио- и телевещанием и совершенствование технических возможностей.

### Перестройка
С началом перестройки в стране начались бурные изменения во всех сферах жизни. В политической сфере был провозглашён курс на гласность и многопартийность. В Чечне это привело к возникновению различных общественных движений, таких как «Нийсо» (с чеч. — «Справедливость»), «Вайнахская демократическая партия» (ВДП), «Зелёное движение», «Народный фронт». Представители этих и других партий и движений получили возможность как выступать в республиканских СМИ, так и создавать собственные. ВДП начала издавать газету «Барт» (с чеч. — «Сплочённость»), партия «Нийсо» — одноимённую газету. Чтобы обозначить свой отказ от коммунистической идеологии газеты стали менять названия: «Грозненский рабочий» был переименован в «Голос Чеченской Республики», «Комсомольское племя» — в «Республику», «Ленинан некъ» — в «Даймохк» (с чеч. — «Отчизна»).